# شينمون أوكي
شينمون أوكي (11 أبريل 1937 - 6 أغسطس 2022)، هو كاتب وشاعر ياباني. اشتهر بمذكراته «صانع التوابيت: يوميات حانوتي بوذي» التي نُشرت في عام 1993. (كتاب يومياته خلال فترة عمل فيها كمتعامل للدفن في السبعينيات من القرن العشرين، وهي مهنة تُعتبر تقليديًا من المحرمات في اليابان بسبب تصورهم للموت). في عام 2008 حولت مذكراته إلى فيلم روائي طويل ناجح حائز على جائزة الأوسكار، الفيلم بعنوان الرحيل، للمخرج يوجيرو تاكيتا.